# Un tueur au visage d'ange
Pour plus de détails, voir Fiche technique et Distribution.
Un tueur au visage d'ange (Romeo Killer: The Chris Porco Story) est un téléfilm dramatique canado-américain réalisé par Norma Bailey, diffusé le 23 mars 2013 sur Lifetime.
Il s'agit d'une histoire vraie de Christopher Porco ayant sauvagement attaqué ses parents à coups de hache durant leur sommeil.

## Synopsis
Par une nuit paisible, Peter et Joan Porco ont sauvagement été attaqués à coup de hache dans leur chambre. Il meurt de ses graves blessures. Elle, agonisante, souffle le prénom de l'assassin, n'étant autre que son fils Christopher, à l'inspecteur Sullivan — alors proche de la famille — avant de se trouver entre la vie et la mort. Le fils nie à bloc, et l'inspecteur va prouver le contraire malgré l'amnésie de la survivante, sortie du coma, qui clame l'innocence de son fils…

## Fiche technique
- Titre original : Romeo Killer: The Chris Porco Story
- Réalisation : Norma Bailey
- Scénario : Edithe Swensen
- Direction artistique : Paul Joyal
- Costumes : Carla Hetland
- Photographie : C. Kim Miles
- Montage : Gordon Rempel
- Musique : Matthew Rogers
- Production : Harvey Kahn
- Sociétés de production : Romeo Kill Productions[1] ; Front Street Pictures et Kahn Power Pictures (coproductions)
- Sociétés de distribution (télévision) : Lifetime Movie Network (États-Unis) ; TF1 Diffusion (France)
- Pays d'origine :  États-Unis et  Canada
- Langue originale : anglais
- Format : couleur
- Genre : drame
- Durée : 84 minutes
- Dates de diffusion :
  - États-Unis : 23 mars 2013 sur Lifetime
  - Canada : 11 avril 2013 sur[Laquelle ?]
  - France : 31 mars 2014 sur TF1

## Distribution
- Eric McCormack (VF : Guillaume Lebon) : l'inspecteur Joe Sullivan
- Matt Barr : Christopher Porco
- Lolita Davidovich (VF : Juliette Degenne) : Joan Porco
- Kendra Anderson : Rachel
- Emy Aneke : l'officier
- David Bloom : le juge Barry
- Anne Marie DeLuise : Andrea Phillips
- Sarah Desjardins (VF : Leslie Lipkins) : Melanie Sullivan
- Vincent Gale : Mike McDermott
- Michael Hogan (VF : Michel Voletti) : Terry Kindlon
- Lochlyn Munro (VF : Olivier Chauvel) : Peter Porco
- Emily Bett Rickards (VF : Claire Morin) : Lauren Phillps

## Diffusion
Le 20 mars 2013, un juge de la cour de New York a imposé une injonction à Lifetime interdisant la diffusion du téléfilm, à la demande de Christopher Porcoqui purge une sentence de cinquante ans en prison, et qui a été reversée le lendemain. Sa demande a été rejetée.

## Accueil
Le téléfilm a été vu par 2,048 millions de téléspectateurs lors de sa première diffusion.